# Westfriesland SEW
Dernière mise à jour : 11 mars 2018.
Le Westfriesland SEW est un club néerlandais de handball féminin situé à Nibbixwoud. 
La section féminine, qui évolue en première division, a notamment remporté le championnat des Pays-Bas en 1988, 1989, 1999, 2001, 2003 et 2004.

## Palmarès
- Championnat des Pays-Bas
  - Vainqueur (6) : 1988, 1989, 1999, 2001, 2003, 2004
  - Deuxième (2) : 2006, 2012
- Coupe des Pays-Bas
  - Vainqueur (6) : 1988, 1989, 1998, 1999, 2004, 2011
  - Finaliste (6) : 1980, 2002, 2005, 2007, 2009, 2015
- Supercoupe des Pays-Bas
  - Vainqueur (2) : 2001, 2009
  - Finaliste (6) : 1998, 2002, 2003, 2007, 2011, 2015

## Joueuses historiques
- Nycke Groot : joueuse de 2003 à 2006
- Jessy Kramer : joueuse de 2007 à 2010
- Charris Rozemalen : joueuse de 2009 à 2010
- Esther Schop : joueuse de 2008 à 2010